# Heinsenia diervilleoides
Heinsenia diervilleoides är en måreväxtart som beskrevs av Karl Moritz Schumann. Heinsenia diervilleoides ingår i släktet Heinsenia och familjen måreväxter.

## Underarter
Arten delas in i följande underarter:
- H. d. diervilleoides
- H. d. mufindiensis